# جاي بليز
جاي بليز (بالإنجليزية: Jay Blaze)‏ هو منتج أسطوانات وملحن أمريكي، ولد في 7 يوليو 1987 في لوس أنجلوس في الولايات المتحدة.

## وصلات خارجية
- الموقع الرسمي